# Abtei Venio

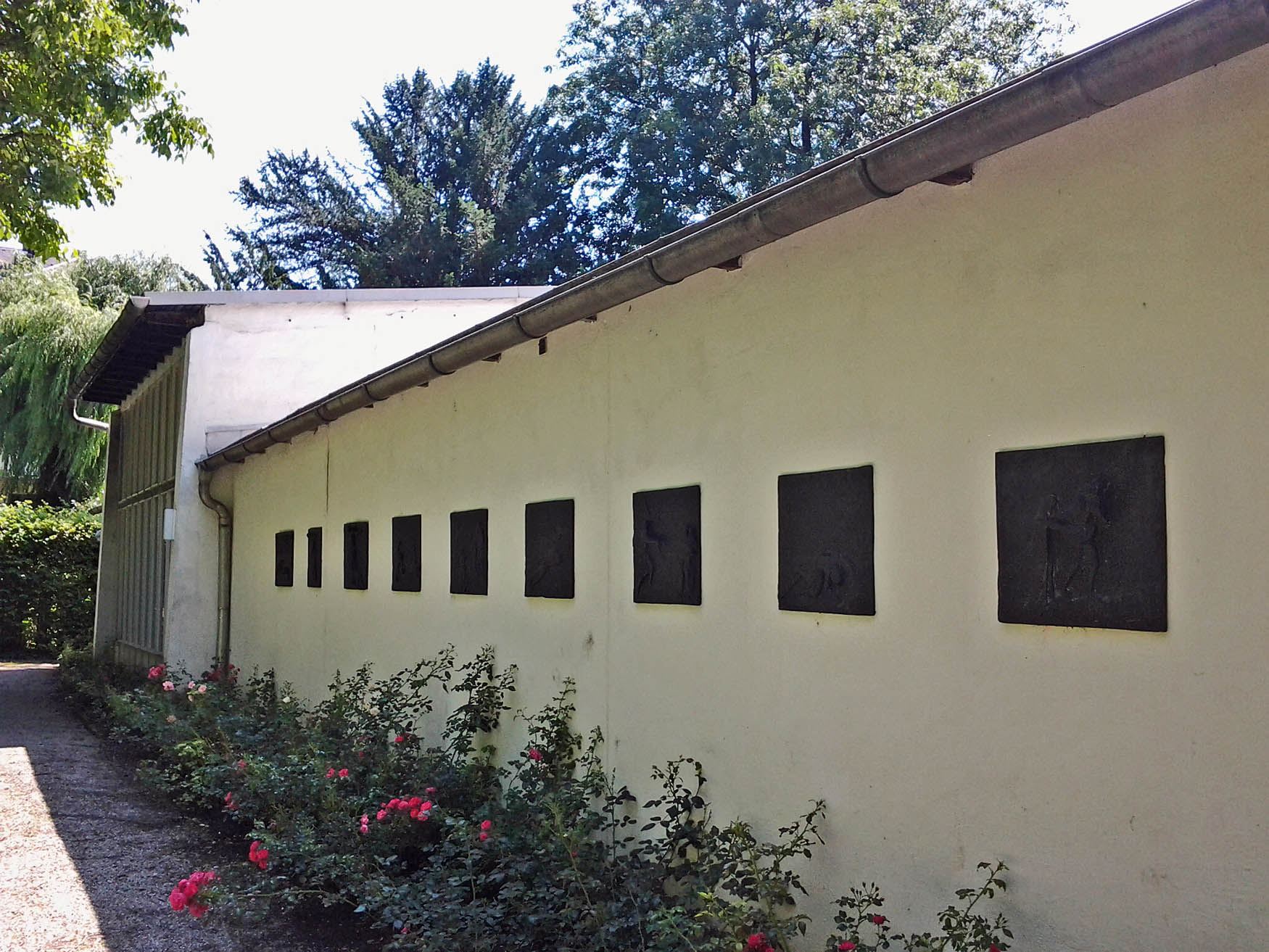
Abtei Venio

Die Benediktinerinnenabtei Venio von der Verklärung des Herrn ist eine Gemeinschaft von Frauen im Münchner Stadtteil Nymphenburg, die ein klösterliches Leben nach der Benediktsregel führen und zugleich außerhalb des Klosters berufstätig sind.

## Geschichte
Die Anfänge der Kommunität Venio liegen in einem Kreis junger Frauen, die Anfang der 1920er Jahre in München begannen, gemeinsam das monastische Stundengebet zu feiern. Die Initiatorin war Mutter Agnes Johannes (1900–1993), die als Gründerin der Kommunität gilt und 1926 offiziell die Leitung der Gemeinschaft übernahm. Bereits im folgenden Jahr erhielt die Kommunität durch den Münchner Erzbischof Kardinal Faulhaber die Erlaubnis zum gemeinsamen Leben (Vita communis) und damit eine erste kirchliche Anerkennung. Gefördert durch die Benediktinerklöster Beuron und Ettal gestalteten die Frauen, die sich durch Oblation an das Kloster Beuron gebunden hatten, ihr Leben immer mehr nach der Regel des heiligen Benedikt und entwickelten sich so zu einer klösterlichen Gemeinschaft.
1952 bezog die Kommunität das Haus in Nymphenburg, in dem sie bis heute lebt. 1973 löste Mutter Agape Gensbaur (1922–2015) die Gründerin in der Leitung der Gemeinschaft ab. 1992 erhielt die Gemeinschaft den kirchenrechtlichen Status eines Instituts bischöflichen Rechts und wurde gleichzeitig in die Benediktinische Konföderation aufgenommen. Ihre Nachfolgerin war Sr. Lucia Wagner (1993–2010). In diese Zeit fielen unter anderem die Aufgabe, für die weltweite Vereinigung der Benediktinerinnen, Communio Internationalis Benedictinarum (CIB) als Delegierte für den deutschsprachigen Raum Kontakte zu knüpfen und es erfolgte im Jahr 2007 die Gründung einer Niederlassung in Prag. Das Kloster befindet sich auf dem Weißen Berg am Rand der Stadt Prag. 2009 wurde Sr. Carmen Tatschmurat zur Priorin gewählt, am 6. Februar 2010 wurde sie in ihr Amt eingeführt.
Am 11. Juli 2013 wurde die Kommunität Venio durch den Erzbischof von München und Freising, Reinhard Kardinal Marx, zur Abtei erhoben und erhielt als Patrozinium die Verklärung des Herrn. Die 2010 gewählte Priorin der Kommunität, Carmen Tatschmurat, wurde am selben Tage zur ersten Äbtissin der neuen Abtei geweiht. Am 2. Januar 2021 wählte der Konvent der Abtei Venio Francesca Šimuniová zur Äbtissin. Die Benediktion nahm Reinhard Marx am 13. Februar 2021 vor.

## Lebensweise
Die Abtei Venio verbindet die traditionelle monastische Lebensform, wie sie durch die Regel des hl. Benedikt vorgegeben ist, mit den Anforderungen des täglichen Lebens in einer modernen Großstadt. Der Alltag der Schwestern der Abtei wird einerseits durch die gemeinsam gefeierte Liturgie (Stundengebet und Heilige Messe), anderseits durch die Berufstätigkeit in der Stadt bestimmt. Die Schwestern sind in verschiedenen Berufen tätig, z. B. als Krankenschwester, Ärztin, Physiotherapeutin, Lehrerin, Dozentin, Agrar-Ingenieurin oder im pastoralen Dienst in Münchner Pfarreien.
Die Schwestern bieten interessierten Menschen die Möglichkeit, an ihrem Leben teilzunehmen, indem sie einladen, mit ihnen die Liturgie zu feiern oder auch an anderen geistlichen und kulturellen Veranstaltungen teilzunehmen.

## Liste der Äbtissinnen
| Name                | Amtszeit  | Zusatz                                                          |
| ------------------- | --------- | --------------------------------------------------------------- |
| Carmen Tatschmurat  | 2013–2021 | ab 2010 gewählte Priorin, mit Erhebung zur Abtei erste Äbtissin |
| Francesca Šimuniová | 2021–     |                                                                 |